# Basketball-Europameisterschaft 1997
Die Basketball-Europameisterschaft 1997 der Herren, offiziell Eurobasket 1997, fand vom 25. Juni bis 6. Juli 1997 in Spanien statt. Es waren die 30. Europameisterschaften. An der Endrunde nahmen im Gegensatz zum letzten Turnier diesmal wieder 16 Mannschaften teil. Europameister wurde Jugoslawien. Silber ging an Italien und Russland gewann die Bronzemedaille. Deutschland wurde Zwölfter.
Die Basketball-Europameisterschaft ist ein alle zwei Jahre stattfindendes Basketballturnier zwischen europäischen Teams, der durch die FIBA Europa organisiert wird, dem Basketballverband in Europa.

## Austragungsorte
Die Spiele der Vorrunde und der Zwischenrunde fanden in Girona im Pavelló Municipal und dem Pavelló Olímpic in Badalona, der mit 12.500 Plätzen schon Austragungsort der Basketballspiele bei den Olympischen Sommerspielen 1992 war, statt. Die Spiele ab dem Viertelfinale wurden im Palau Sant Jordi ausgetragen, das sich in Kataloniens Hauptstadt Barcelona befindet. Die 17.000 Zuschauer fassende Halle war ebenfalls ein Austragungsort bei Olympia 1992.

## Qualifikation
Insgesamt nahmen 16 Mannschaften an dem Turnier teil, die sich auf unterschiedliche Weise für das Turnier qualifizierten:
- Jugoslawien war als Titelverteidiger qualifiziert.
- Spanien war als Gastgeber gesetzt.
- 14 Teilnehmer wurden über zwei Qualifikationsrunden ermittelt.

## Vorrunde
In der Vorrunde spielten jeweils vier Mannschaften in vier Gruppen gegeneinander. Der Sieger eines Spiels erhielt zwei Punkte, der Verlierer einen Punkt. Stand ein Spiel am Ende der regulären Spielzeit unentschieden, so gab es Verlängerung.

### Gruppe A –Girona
| Spiel | Datum      | Team 1                  | Team 2                  | Ergebnis | 1. H. | 2. H. | Verl. |
| ----- | ---------- | ----------------------- | ----------------------- | -------- | ----- | ----- | ----- |
| A1    | 25.06.1997 | Bosnien und Herzegowina | Russland                | 55:65    | 21:37 | 34:28 | –     |
| A2    | 25.06.1997 | Griechenland            | Türkei                  | 74:52    | 39:23 | 35:29 | –     |
| A3    | 26.06.1997 | Türkei                  | Bosnien und Herzegowina | 70:62    | 29:26 | 41:36 | –     |
| A4    | 26.06.1997 | Russland                | Griechenland            | 72:74    | 33:43 | 39:31 | –     |
| A5    | 27.06.1997 | Russland                | Türkei                  | 87:56    | 50:24 | 37:32 | –     |
| A6    | 27.06.1997 | Griechenland            | Bosnien und Herzegowina | 78:76    | 42:34 | 36:42 | –     |

| Platz | Team                    | Spiele | Siege | Niederl. | Punkte | Körbe   | Diff | qualifiziert für                |
| ----- | ----------------------- | ------ | ----- | -------- | ------ | ------- | ---- | ------------------------------- |
| 1     | Griechenland            | 3      | 3     | 0        | 6      | 226:200 | +26  | Zwischenrunde                   |
| 2     | Russland                | 3      | 2     | 1        | 5      | 224:185 | +39  | Zwischenrunde                   |
| 3     | Türkei                  | 3      | 1     | 2        | 4      | 178:223 | −45  | Zwischenrunde                   |
| 4     | Bosnien und Herzegowina | 3      | 0     | 3        | 3      | 193:213 | −20  | Platzierungsrunde Platz 13 - 16 |

### Gruppe B –Girona
| Spiel | Datum      | Team 1     | Team 2     | Ergebnis | 1. H. | 2. H. | Verl. |
| ----- | ---------- | ---------- | ---------- | -------- | ----- | ----- | ----- |
| B1    | 25.06.1997 | Slowenien  | Frankreich | 75:80    | 34:37 | 41:43 | –     |
| B2    | 25.06.1997 | Litauen    | Israel     | 75:60    | 30:31 | 45:29 | –     |
| B3    | 26.06.1997 | Frankreich | Litauen    | 88:94    | 42:49 | 46:45 | –     |
| B4    | 26.06.1997 | Israel     | Slowenien  | 69:68    | 36:40 | 33:28 | –     |
| B5    | 27.06.1997 | Frankreich | Israel     | 82:88    | 42:42 | 40:46 | –     |
| B6    | 27.06.1997 | Litauen    | Slowenien  | 76:67    | 41:37 | 35:30 | –     |

| Platz | Team       | Spiele | Siege | Niederl. | Punkte | Körbe   | Diff | qualifiziert für                |
| ----- | ---------- | ------ | ----- | -------- | ------ | ------- | ---- | ------------------------------- |
| 1     | Litauen    | 3      | 3     | 0        | 6      | 245:215 | +30  | Zwischenrunde                   |
| 2     | Israel     | 3      | 2     | 1        | 5      | 217:225 | −08  | Zwischenrunde                   |
| 3     | Frankreich | 3      | 1     | 2        | 4      | 250:257 | −07  | Zwischenrunde                   |
| 4     | Slowenien  | 3      | 0     | 3        | 3      | 210:225 | −15  | Platzierungsrunde Platz 13 - 16 |

### Gruppe C –Badalona
| Spiel | Datum      | Team 1      | Team 2      | Ergebnis | 1. H. | 2. H. | Verl. |
| ----- | ---------- | ----------- | ----------- | -------- | ----- | ----- | ----- |
| C1    | 25.06.1997 | Lettland    | Italien     | 075:85   | 34:46 | 41:39 | –     |
| C2    | 25.06.1997 | Jugoslawien | Polen       | 104:76   | 47:41 | 57:35 | –     |
| C3    | 26.06.1997 | Polen       | Lettland    | 086:79   | 50:36 | 36:43 | –     |
| C4    | 26.06.1997 | Italien     | Jugoslawien | 074:69   | 42:35 | 32:34 | –     |
| C5    | 27.06.1997 | Jugoslawien | Lettland    | 108:89   | 51:41 | 57:48 | –     |
| C6    | 27.06.1997 | Italien     | Polen       | 080:65   | 46:36 | 34:29 | –     |

| Platz | Team        | Spiele | Siege | Niederl. | Punkte | Körbe   | Diff | qualifiziert für                |
| ----- | ----------- | ------ | ----- | -------- | ------ | ------- | ---- | ------------------------------- |
| 1     | Italien     | 3      | 3     | 0        | 6      | 239:209 | +30  | Zwischenrunde                   |
| 2     | Jugoslawien | 3      | 2     | 1        | 5      | 281:239 | +42  | Zwischenrunde                   |
| 3     | Polen       | 3      | 1     | 2        | 4      | 227:263 | −36  | Zwischenrunde                   |
| 4     | Lettland    | 3      | 0     | 3        | 3      | 243:279 | −36  | Platzierungsrunde Platz 13 - 16 |

### Gruppe D –Badalona
| Spiel | Datum      | Team 1      | Team 2      | Ergebnis | 1. H. | 2. H. | Verl. |
| ----- | ---------- | ----------- | ----------- | -------- | ----- | ----- | ----- |
| D1    | 25.06.1997 | Ukraine     | Spanien     | 54:82    | 25:45 | 29:37 | –     |
| D2    | 25.06.1997 | Kroatien    | Deutschland | 75:55    | 45:26 | 30:29 | –     |
| D3    | 26.06.1997 | Deutschland | Ukraine     | 81:60    | 37:28 | 44:32 | –     |
| D4    | 26.06.1997 | Kroatien    | Spanien     | 74:69    | 41:45 | 37:26 | –     |
| D5    | 27.06.1997 | Kroatien    | Ukraine     | 88:95    | 39:47 | 49:48 | –     |
| D6    | 27.06.1997 | Spanien     | Deutschland | 67:59    | 34:32 | 33:27 | –     |

| Platz | Team        | Spiele | Siege | Niederl. | Punkte | Körbe   | Diff | qualifiziert für                |
| ----- | ----------- | ------ | ----- | -------- | ------ | ------- | ---- | ------------------------------- |
| 1     | Spanien     | 3      | 3     | 0        | 6      | 227:184 | +43  | Zwischenrunde                   |
| 2     | Kroatien    | 3      | 1     | 2        | 4      | 234:228 | +06  | Zwischenrunde                   |
| 3     | Deutschland | 3      | 1     | 2        | 4      | 195:202 | −07  | Zwischenrunde                   |
| 4     | Ukraine     | 3      | 1     | 2        | 4      | 209:251 | −42  | Platzierungsrunde Platz 13 - 16 |

## Platzierungsrunde Platz 13 bis 16
|  | Halbfinale Platzierungsrunde | Halbfinale Platzierungsrunde |                            |    | Finalrunden 13.–16. Platz  | Finalrunden 13.–16. Platz  |
|  |                              |                              |                            |    |                            |                            |
|  | Bosnien/Herzeg.              | 61                           |                            |    |                            |                            |
|  | Slowenien                    | 73                           |                            |    |                            |                            |
|  | 25 – 29. Juni 1997 – 10:00   |                              |                            |    |                            |                            |
|  |                              |                              | 31 – 30. Juni 1997 – 12:00 |    |                            |                            |
|  | Slowenien                    | 75                           |                            |    |                            |                            |
|  |                              | Ukraine                      | 80                         |    |                            |                            |
|  |                              |                              |                            |    |                            |                            |
|  | 15. und 16. Platz            |                              |                            |    |                            |                            |
|  | 26 – 29. Juni 1997 – 12:00   | 26 – 29. Juni 1997 – 12:00   | Bosnien/Herzeg.            | 96 |                            |                            |
|  | Lettland                     | 76                           | Lettland                   | 94 |                            |                            |
|  | Ukraine                      | 84                           |                            |    | 30 – 30. Juni 1997 – 10:00 | 30 – 30. Juni 1997 – 10:00 |

### Halbfinale Platzierungsrunde
| Spiel | Datum      | Team 1                  | Team 2    | Ergebnis | 1. H. | 2. H. | Verl. |
| ----- | ---------- | ----------------------- | --------- | -------- | ----- | ----- | ----- |
| 25    | 29.06.1997 | Bosnien und Herzegowina | Slowenien | 61:73    | 21:46 | 40:27 | –     |
| 26    | 29.06.1997 | Lettland                | Ukraine   | 76:84    | 42:35 | 34:49 | –     |

### Spiel um Platz 15
| Spiel | Datum      | Team 1                  | Team 2   | Ergebnis | 1. H. | 2. H. | Verl. |
| ----- | ---------- | ----------------------- | -------- | -------- | ----- | ----- | ----- |
| 30    | 30.06.1997 | Bosnien und Herzegowina | Lettland | 96:94    | 32:52 | 64:42 | –     |

### Spiel um Platz 13
| Spiel | Datum      | Team 1    | Team 2  | Ergebnis | 1. H. | 2. H. | Verl. |
| ----- | ---------- | --------- | ------- | -------- | ----- | ----- | ----- |
| 31    | 30.06.1997 | Slowenien | Ukraine | 75:80    | 46:45 | 29:35 | –     |

## Zwischenrunde
Nach der Vorrunde qualifizierten sich jeweils die ersten drei Mannschaften einer Gruppe für die Zwischenrunde. Die jeweils ersten drei Teams der Gruppen A und B bildeten die Gruppe E, die Qualifizierten der Gruppen C und D bildeten die neue Gruppe F. Jedes Team trat einmal gegen jedes der drei neuen Mitglieder der Gruppe an. Die Punkte aus der Vorrunde wurden weitergeführt (inklusive der Punkte gegen die ausgeschiedenen Teams).

### Gruppe E –Girona
| Spiel | Datum      | Team 1       | Team 2       | Ergebnis | 1. H. | 2. H. | Verl. |
| ----- | ---------- | ------------ | ------------ | -------- | ----- | ----- | ----- |
| E1    | 29.06.1997 | Türkei       | Israel       | 81:71    | 26:35 | 55:36 | –     |
| E2    | 29.06.1997 | Russland     | Frankreich   | 93:80    | 49:40 | 44:40 | –     |
| E3    | 29.06.1997 | Griechenland | Litauen      | 73:66    | 34:28 | 39:38 | –     |
| E4    | 30.06.1997 | Israel       | Russland     | 69:87    | 31:43 | 38:44 | –     |
| E5    | 30.06.1997 | Frankreich   | Griechenland | 71:80    | 33:37 | 38:43 | –     |
| E6    | 30.06.1997 | Litauen      | Türkei       | 93:85    | 45:39 | 48:46 | –     |
| E7    | 01.07.1997 | Türkei       | Frankreich   | 82:71    | 33:31 | 49:40 | –     |
| E8    | 01.07.1997 | Griechenland | Israel       | 85:82    | 44:48 | 41:34 | –     |
| E9    | 01.07.1997 | Russland     | Litauen      | 93:64    | 50:37 | 43:27 | –     |

| Platz | Team         | Spiele | Siege | Niederl. | Punkte | Körbe   | Diff | qualifiziert für               |
| ----- | ------------ | ------ | ----- | -------- | ------ | ------- | ---- | ------------------------------ |
| 1     | Griechenland | 6      | 6     | 0        | 12     | 464:419 | +45  | Viertelfinale                  |
| 2     | Russland     | 6      | 5     | 1        | 11     | 497:398 | +99  | Viertelfinale                  |
| 3     | Litauen      | 6      | 4     | 2        | 10     | 468:466 | +02  | Viertelfinale                  |
| 4     | Türkei       | 6      | 3     | 3        | 9      | 426:458 | −32  | Viertelfinale                  |
| 5     | Israel       | 6      | 2     | 4        | 8      | 439:478 | −39  | Platzierungsrunde Platz 9 - 12 |
| 6     | Frankreich   | 6      | 1     | 5        | 7      | 472:512 | −40  | Platzierungsrunde Platz 9 - 12 |

### Gruppe F –Badalona
| Spiel | Datum      | Team 1      | Team 2      | Ergebnis | 1. H. | 2. H. | Verl. |
| ----- | ---------- | ----------- | ----------- | -------- | ----- | ----- | ----- |
| F1    | 29.06.1997 | Polen       | Kroatien    | 077:76   | 38:50 | 39:26 | –     |
| F2    | 29.06.1997 | Jugoslawien | Deutschland | 088:73   | 47:30 | 41:43 | –     |
| F3    | 29.06.1997 | Italien     | Spanien     | 063:60   | 25:36 | 38:24 | –     |
| F4    | 30.06.1997 | Kroatien    | Jugoslawien | 062:64   | 31:22 | 31:42 | –     |
| F5    | 30.06.1997 | Deutschland | Italien     | 062:67   | 28:27 | 34:40 | –     |
| F6    | 30.06.1997 | Spanien     | Polen       | 104:61   | 52:29 | 52:32 | –     |
| F7    | 01.07.1997 | Polen       | Deutschland | 086:76   | 42:35 | 44:41 | –     |
| F8    | 01.07.1997 | Italien     | Kroatien    | 074:68   | 38:36 | 36:32 | –     |
| F9    | 01.07.1997 | Jugoslawien | Spanien     | 079:70   | 39:35 | 40:35 | –     |

| Platz | Team        | Spiele | Siege | Niederl. | Punkte | Körbe   | Diff | qualifiziert für               |
| ----- | ----------- | ------ | ----- | -------- | ------ | ------- | ---- | ------------------------------ |
| 1     | Italien     | 6      | 6     | 0        | 12     | 443:399 | +44  | Viertelfinale                  |
| 2     | Jugoslawien | 6      | 5     | 1        | 11     | 512:444 | +68  | Viertelfinale                  |
| 3     | Spanien     | 6      | 4     | 2        | 10     | 461:387 | +74  | Viertelfinale                  |
| 4     | Polen       | 6      | 3     | 3        | 9      | 451:519 | −68  | Viertelfinale                  |
| 5     | Kroatien    | 6      | 1     | 5        | 7      | 440:443 | −03  | Platzierungsrunde Platz 9 - 12 |
| 6     | Deutschland | 6      | 1     | 5        | 7      | 406:443 | −37  | Platzierungsrunde Platz 9 - 12 |

## Platzierungsrunde Platz 9 bis 12
|  | Halbfinale Platzierungsrunde | Halbfinale Platzierungsrunde |                           |     | Finalrunden 9.–12. Platz  | Finalrunden 9.–12. Platz  |
|  |                              |                              |                           |     |                           |                           |
|  | Israel                       | 84                           |                           |     |                           |                           |
|  | Deutschland                  | 75                           |                           |     |                           |                           |
|  | 47 – 4. Juli 1997 – 10:00    |                              |                           |     |                           |                           |
|  |                              |                              | 54 – 5. Juli 1997 – 12:00 |     |                           |                           |
|  | Israel                       | 91                           |                           |     |                           |                           |
|  |                              | Frankreich                   | 84                        |     |                           |                           |
|  |                              |                              |                           |     |                           |                           |
|  | 11. und 12. Platz            |                              |                           |     |                           |                           |
|  | 48 – 4. Juli 1997 – 12:00    | 48 – 4. Juli 1997 – 12:00    | Deutschland               | 93  |                           |                           |
|  | Frankreich                   | 84                           | Kroatien                  | 100 |                           |                           |
|  | Kroatien                     | 79                           |                           |     | 53 – 5. Juli 1997 – 10:00 | 53 – 5. Juli 1997 – 10:00 |

### Halbfinale Platzierungsrunde
| Spiel | Datum      | Team 1     | Team 2      | Ergebnis | 1. H. | 2. H. | Verl. |
| ----- | ---------- | ---------- | ----------- | -------- | ----- | ----- | ----- |
| 47    | 04.07.1997 | Israel     | Deutschland | 84:75    | 39:41 | 45:34 | –     |
| 48    | 04.07.1997 | Frankreich | Kroatien    | 84:79    | 40:37 | 44:42 | –     |

### Spiel um Platz 11
| Spiel | Datum      | Team 1      | Team 2   | Ergebnis | 1. H. | 2. H. | Verl. |
| ----- | ---------- | ----------- | -------- | -------- | ----- | ----- | ----- |
| 53    | 05.07.1997 | Deutschland | Kroatien | 93:100   | 41:59 | 52:41 | –     |

### Spiel um Platz 9
| Spiel | Datum      | Team 1 | Team 2     | Ergebnis | 1. H. | 2. H. | Verl. |
| ----- | ---------- | ------ | ---------- | -------- | ----- | ----- | ----- |
| 54    | 05.07.1997 | Israel | Frankreich | 91:84    | 43:48 | 48:36 | –     |

## Finalrunden –Barcelona

### Modus
Nach der Zwischenrunde qualifizierten sich jeweils die ersten vier Teams der beiden Gruppen E und F für die Finalrunde. Gespielt wurde im Viertelfinale über Kreuz gegen einen Gegner aus der jeweils anderen Gruppe. Anschließend trafen sowohl die Sieger der Viertelfinals im Halbfinale aufeinander, als auch die Verlierer im „kleinen Halbfinale“. Die Sieger der Halbfinalspiele trafen im Finale aufeinander, die Verlierer im Spiel um Platz 3. Die Sieger des „kleinen Halbfinales“ spielten um Platz 5, die Verlierer um Platz 7.

### Turnierbaum
Alle Zeiten sind Mitteleuropäische Sommerzeit (MESZ)
|  | Viertelfinale             | Viertelfinale             |                           |                           | Halbfinale                | Halbfinale |  |  | Finale                    | Finale                    |
|  |                           |                           |                           |                           |                           |            |  |  |                           |                           |
|  | 49 – 4. Juli 1997 – 16:00 |                           |                           |                           |                           |            |  |  |                           |                           |
|  | Griechenland              | 72                        |                           |                           |                           |            |  |  |                           |                           |
|  | Griechenland              | 72                        | 57 – 5. Juli 1997 – 20:30 |                           |                           |            |  |  |                           |                           |
|  | Polen                     | 62                        |                           |                           |                           |            |  |  |                           |                           |
|  | Polen                     | 62                        | Griechenland              | 80                        |                           |            |  |  |                           |                           |
|  |                           |                           | Griechenland              | 80                        |                           |            |  |  |                           |                           |
|  |                           | Jugoslawien               | 88                        |                           |                           |            |  |  |                           |                           |
|  | Litauen                   | Jugoslawien               | 88                        | 60                        |                           |            |  |  |                           |                           |
|  | Litauen                   |                           |                           | 60                        |                           |            |  |  |                           |                           |
|  | Jugoslawien               | 75                        |                           | 62 – 6. Juli 1997 – 21:00 | 62 – 6. Juli 1997 – 21:00 |            |  |  |                           |                           |
|  | 50 – 4. Juli 1997 – 18:00 | 50 – 4. Juli 1997 – 18:00 | Jugoslawien               | 61                        |                           |            |  |  |                           |                           |
|  | 51 – 4. Juli 1997 – 20:30 | 51 – 4. Juli 1997 – 20:30 |                           | Italien                   | 49                        |            |  |  |                           |                           |
|  | Russland                  | 70                        |                           |                           |                           |            |  |  |                           |                           |
|  | Spanien                   | 67                        |                           |                           |                           |            |  |  |                           |                           |
|  | Spanien                   | 67                        | Russland                  | 65                        |                           |            |  |  |                           |                           |
|  |                           |                           | Russland                  | 65                        | Spiel um Platz 3          |            |  |  |                           |                           |
|  |                           | Italien                   | 67                        |                           |                           |            |  |  |                           |                           |
|  | Türkei                    | Italien                   | 67                        | 43                        | Griechenland              | 77         |  |  |                           |                           |
|  | Türkei                    | 58 – 5. Juli 1997 – 22:30 |                           | 43                        | Griechenland              | 77         |  |  |                           |                           |
|  | Italien                   | 66                        |                           | Russland                  | 97                        |            |  |  |                           |                           |
|  | Italien                   | 66                        |                           |                           | 97                        |            |  |  |                           |                           |
|  | 52 – 4. Juli 1997 – 22:30 | 52 – 4. Juli 1997 – 22:30 |                           |                           |                           |            |  |  | 61 – 6. Juli 1997 – 18:00 | 61 – 6. Juli 1997 – 18:00 |

#### Plätze 5 bis 8
|  | Kleines Halbfinale        | Kleines Halbfinale        |                           |    | Finalrunden 5.–8. Platz   | Finalrunden 5.–8. Platz   |
|  |                           |                           |                           |    |                           |                           |
|  | Polen                     | 55                        |                           |    |                           |                           |
|  | Litauen                   | 76                        |                           |    |                           |                           |
|  | 55 – 5. Juli 1997 – 16:00 |                           |                           |    |                           |                           |
|  |                           |                           | 60 – 6. Juli 1997 – 13:00 |    |                           |                           |
|  | Litauen                   | 93                        |                           |    |                           |                           |
|  |                           | Spanien                   | 94                        |    |                           |                           |
|  |                           |                           |                           |    |                           |                           |
|  | 7. und 8. Platz           |                           |                           |    |                           |                           |
|  | 56 – 5. Juli 1997 – 18:00 | 56 – 5. Juli 1997 – 18:00 | Polen                     | 89 |                           |                           |
|  | Spanien                   | 86                        | Türkei                    | 87 |                           |                           |
|  | Türkei                    | 81                        |                           |    | 59 – 6. Juli 1997 – 11:00 | 59 – 6. Juli 1997 – 11:00 |

### Viertelfinale
| Spiel | Datum      | Team 1       | Team 2      | Ergebnis | 1. H. | 2. H. | Verl. |
| ----- | ---------- | ------------ | ----------- | -------- | ----- | ----- | ----- |
| 49    | 04.07.1997 | Griechenland | Polen       | 72:62    | 38:39 | 34:23 | –     |
| 50    | 04.07.1997 | Litauen      | Jugoslawien | 60:75    | 27:31 | 33:44 | –     |
| 51    | 04.07.1997 | Russland     | Spanien     | 70:67    | 29:37 | 41:30 | –     |
| 52    | 04.07.1997 | Türkei       | Italien     | 43:66    | 20:28 | 23:38 | –     |

### Kleines Halbfinale
| Spiel | Datum      | Team 1  | Team 2  | Ergebnis | 1. H. | 2. H. | Verl. |
| ----- | ---------- | ------- | ------- | -------- | ----- | ----- | ----- |
| 55    | 05.07.1997 | Polen   | Litauen | 55:76    | 25:41 | 30:35 | –     |
| 56    | 05.07.1997 | Spanien | Türkei  | 86:81    | 49:36 | 37:45 | –     |

### Halbfinale
| Spiel | Datum      | Team 1       | Team 2      | Ergebnis | 1. H. | 2. H. | Verl. |
| ----- | ---------- | ------------ | ----------- | -------- | ----- | ----- | ----- |
| 57    | 05.07.1997 | Griechenland | Jugoslawien | 80:88    | 39:43 | 41:45 | –     |
| 58    | 05.07.1997 | Russland     | Italien     | 65:67    | 38:33 | 27:34 | –     |

### Spiel um Platz 7
| Spiel | Datum      | Team 1 | Team 2 | Ergebnis | 1. H. | 2. H. | Verl. |
| ----- | ---------- | ------ | ------ | -------- | ----- | ----- | ----- |
| 59    | 06.07.1997 | Polen  | Türkei | 89:87    | 43:34 | 34:43 | 12:10 |

### Spiel um Platz 5
| Spiel | Datum      | Team 1  | Team 2  | Ergebnis | 1. H. | 2. H. | Verl. |
| ----- | ---------- | ------- | ------- | -------- | ----- | ----- | ----- |
| 60    | 06.07.1997 | Litauen | Spanien | 93:94    | 44:40 | 49:54 | –     |

### Spiel um Platz 3
| Spiel | Datum      | Team 1       | Team 2   | Ergebnis | 1. H. | 2. H. | Verl. |
| ----- | ---------- | ------------ | -------- | -------- | ----- | ----- | ----- |
| 61    | 06.07.1997 | Griechenland | Russland | 77:97    | 43:43 | 34:54 | –     |

### Finale
| Spiel | Datum      | Team 1      | Team 2  | Ergebnis | 1. H. | 2. H. | Verl. |
| ----- | ---------- | ----------- | ------- | -------- | ----- | ----- | ----- |
| 62    | 06.07.1997 | Jugoslawien | Italien | 61:49    | 28:23 | 33:26 | –     |

## Endstand
| Rang                         | Team                    | Siege : Niederl. | Korbverhältnis |
| ---------------------------- | ----------------------- | ---------------- | -------------- |
| 1                            | Jugoslawien             | 8 : 1            | 1,1627         |
| 2                            | Italien                 | 8 : 1            | 1,1004         |
| 3                            | Russland                | 7 : 2            | 1,1970         |
| 4                            | Griechenland            | 7 : 2            | 1,0405         |
| 5                            | Spanien                 | 6 : 3            | 1,1220         |
| 6                            | Litauen                 | 5 : 4            | 1,0101         |
| 7                            | Polen                   | 4 : 5            | 0,8714         |
| 8                            | Türkei                  | 3 : 6            | 0,9113         |
| In Zwischenrunde gescheitert |                         |                  |                |
| 9                            | Israel                  | 4 : 4            | 0,9639         |
| 10                           | Frankreich              | 2 : 6            | 0,9384         |
| 11                           | Kroatien                | 2 : 6            | 0,9984         |
| 12                           | Deutschland             | 1 : 7            | 0,9155         |
| In Vorrunde gescheitert      |                         |                  |                |
| 13                           | Ukraine                 | 3 : 2            | 0,9279         |
| 14                           | Slowenien               | 1 : 4            | 0,9781         |
| 15                           | Bosnien und Herzegowina | 1 : 4            | 0,9211         |
| 16                           | Lettland                | 0 : 5            | 0,8998         |

## Ehrungen
Ins All-Tournament-Team wurden Oded Kattash aus Israel, Predrag Danilović aus Jugoslawien, der Litauer Arturas Karnišovas, der Italiener Gregor Fučka und der Russe Michail Michaylow gewählt.

## Statistiken

### Insgesamt
- 62 Spiele
- 9.423 Punkte
- 2.814 Rebounds (davon 821 offensiv und 1993 defensiv)
- 1.573 Assists
- 2.931 Fouls
- 1.598 Ballverluste
- 1.755 Steals

### Meiste Punkte
| Spieler            | Nationalität | Punkte |
| ------------------ | ------------ | ------ |
| Artūras Karnišovas | Litauen      | 186    |
| Oded Kattash       | Israel       | 176    |
| Gintaras Einikis   | Litauen      | 152    |
| Carlton Myers      | Italien      | 142    |
| Tomer Shteinhaur   | Israel       | 137    |

### Meiste Punkte pro Spiel
| Spieler            | Nationalität    | Punkte |
| ------------------ | --------------- | ------ |
| Oded Kattash       | Israel          | 22,0   |
| Ainars Bagatskis   | Lettland        | 21,8   |
| Nenad Marković     | Bosnien/Herzeg. | 21,4   |
| Artūras Karnišovas | Litauen         | 20,7   |
| Tomer Shteinhaur   | Israel          | 17,1   |

### Meiste Rebounds pro Spiel
| Spieler             | Nationalität | Rebounds |
| ------------------- | ------------ | -------- |
| Radoslav Nesterovič | Slowenien    | 8,6      |
| Mirsad Türkcan      | Türkei       | 7,3      |
| Gintaras Einikis    | Litauen      | 6,4      |
| Tomer Shteinhaur    | Israel       | 6,4      |
| Artūras Karnišovas  | Litauen      | 5,9      |

### Meiste Assists pro Spiel
| Spieler             | Nationalität | Assists |
| ------------------- | ------------ | ------- |
| Damir Mulaomerović  | Kroatien     | 6,4     |
| Raimonds Miglinieks | Lettland     | 5,6     |
| Darius Lukminas     | Litauen      | 4,5     |
| Aleksandar Đorđević | Jugoslawien  | 4,4     |
| Henrik Rödl         | Deutschland  | 4,3     |

## Die deutsche Mannschaft
Die deutsche Mannschaft bestand aus Vladimir Bogojevič, Patrick Femerling, Henning Harnisch, Sascha Hupmann, Alexander Kühl, Jörg Lütcke, Jürgen Malbeck, Tim Nees, Ademola Okulaja, Henrik Rödl, Gerrit Terdenge und Denis Wucherer; Coach war Vladislav Lučić.